# W. P. Lipscomb
William Percy Lipscomb (* 1887 in Merton, Surrey, England; † 25. Juli 1958 in London) war ein britischer Drehbuchautor, der 1939 den Oscar für das beste adaptierte Drehbuch gewann.

## Leben
Lipscomb begann seine Laufbahn als Drehbuchautor in der Filmwirtschaft 1928 bei dem Film Balaclava und verfasste bis zu seinem Tod die Drehbücher und Vorlagen für rund sechzig Filme.
Bei der Oscarverleihung 1939 gewann er gemeinsam mit George Bernard Shaw, Ian Dalrymple und Cecil Lewis den Oscar für das beste adaptierte Drehbuch für das Filmdrama Der Roman eines Blumenmädchens (1938), den Anthony Asquith und Leslie Howard mit Leslie Howard, Wendy Hiller und Alfred Lawson nach Shaws Schauspiel Pygmalion (1913) inszeniert hatten.
Des Weiteren war er 1957 mit Richard Mason für den British Academy Film Award (BAFTA Film Award) für das beste Drehbuch nominiert, und zwar für Marsch durch die Hölle (A Town Like Alice, 1956) von Jack Lee mit Virginia McKenna, Peter Finch und Kenji Takaki in den Hauptrollen.
Lipscomb, der als Regisseur 1934 den Film Colonel Blood drehte, war außerdem Produzent der Filme Ungeduld des Herzens (1946), The Mark of Cain (1947) sowie Make Me an Offer (1954).

## Filmografie (Auswahl)
- 1928: Balaclava
- 1931: The Speckled Band
- 1932: Das Zeichen der 4 (The Sign of Four)
- 1933: Ich war Spion (I Was a Spy)
- 1935: Die Elenden (Les Misérables)
- 1935: Kampf um Indien (Clive of India)
- 1935: Flucht aus Paris (A Tale of Two Cities)
- 1938: Der Roman eines Blumenmädchens (Pygmalion)
- 1943: Auf ewig und drei Tage (Forever and a Day)
- 1946: Ungeduld des Herzens (Beware of Pity)
- 1952: His Excellency
- 1956: Marsch durch die Hölle (A Town Like Alice)
- 1959: Dem Teufel verschrieben (L’ambitieuse)

## Auszeichnungen
- 1939: Oscar für das beste adaptierte Drehbuch